# Sircilla
Sircilla är en stad i den indiska delstaten Telangana, och tillhör distriktet Karimnagar. Folkmängden uppgick till 75 550 invånare vid folkräkningen 2011, med förorter 83 186 invånare.